# Mellanlandet (naturreservat)
Mellanlandet är ett naturreservat i Kalix kommun i Norrbottens län.
Området är naturskyddat sedan 2012 och är 4,7 kvadratkilometer stort. Reservatet omfattar myrar och bäckar. Skogen består av gammal tallurskog och barrblandurskog. 